# 岩切駅

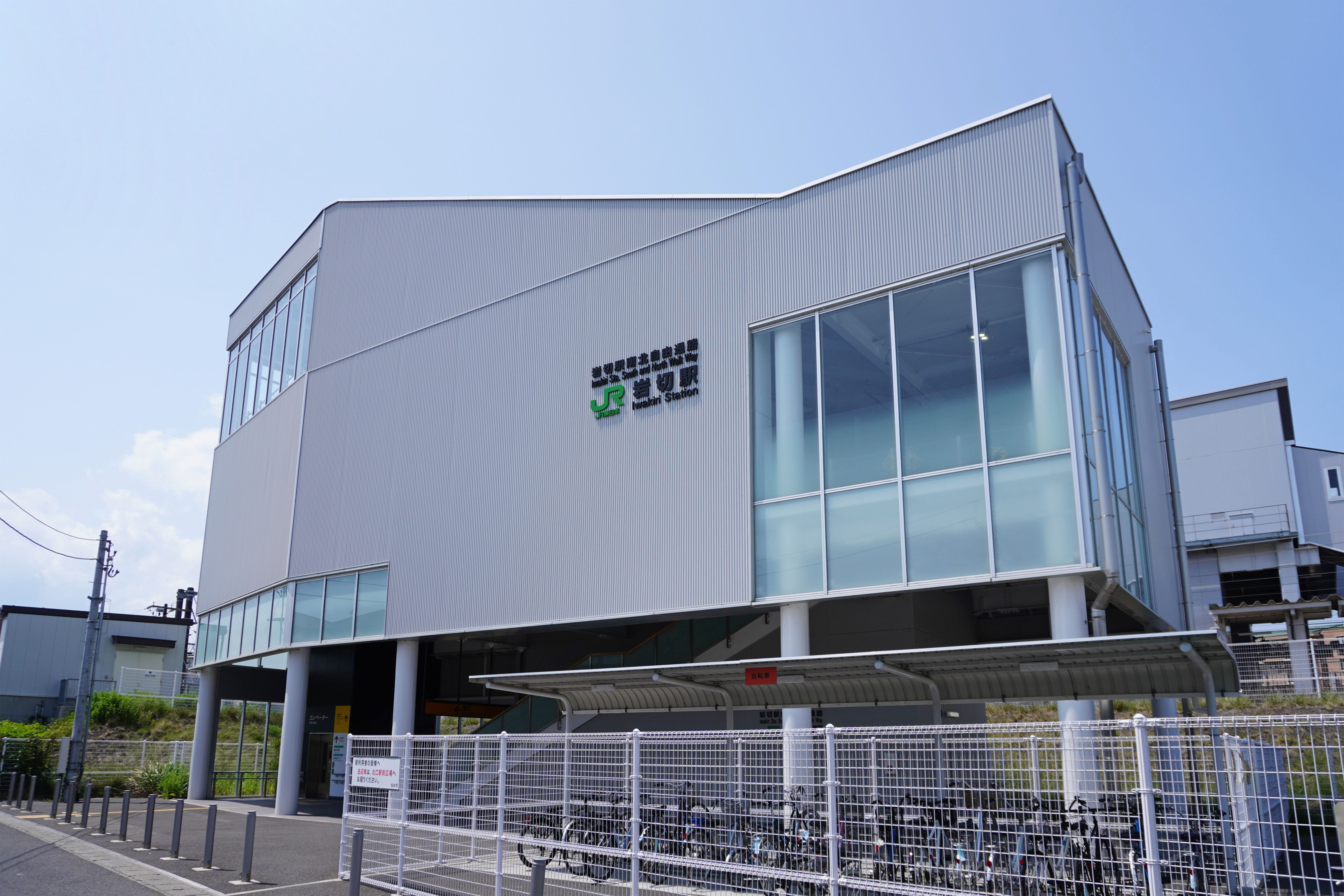
南口（2023年5月）

岩切駅（いわきりえき）は、宮城県仙台市宮城野区岩切字洞ノ口にある、東日本旅客鉄道（JR東日本）・日本貨物鉄道（JR貨物）東北本線の駅。
当駅から利府駅への支線（通称・利府線）が分岐している。また、松島駅から分岐する支線を経由して仙石線へ直通する仙石東北ラインの列車も、東北本線内各駅停車となる快速に限り停車する。

## 歴史

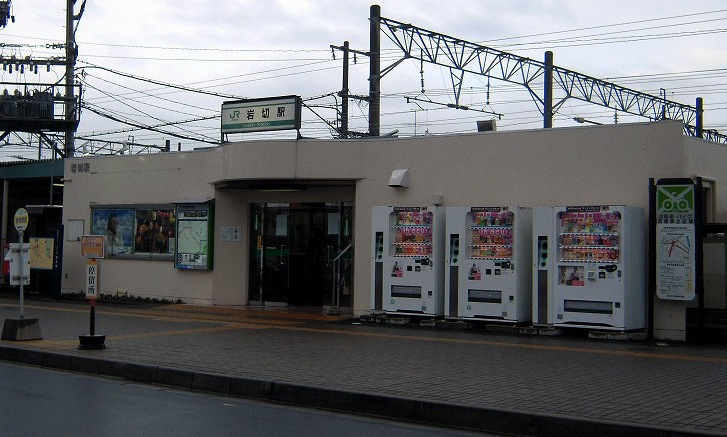
旧駅舎（2010年1月）

- 1888年（明治21年）10月11日：日本鉄道の駅として開業[3][2]。
- 1890年（明治23年）4月16日：岩切 - 利府 - 一ノ関間の路線が開業[4]。
- 1906年（明治39年）11月1日：国有化[2]。
- 1909年（明治42年）10月12日：線路名称を制定。上野 - 岩切 - 利府 - 青森間を東北本線、岩切 - 塩竈間を塩竈線とする。
- 1944年（昭和19年）11月15日：陸前山王 - 品井沼間の新線（海線）開業に伴い、塩竈線の岩切 - 陸前山王間を東北本線へ編入。
- 1971年（昭和46年）11月30日：貨物の取り扱いを廃止[2]。
- 1984年（昭和59年）2月1日：荷物の扱いを廃止[2]。
- 1987年（昭和62年）4月1日：国鉄分割民営化により、東日本旅客鉄道（JR東日本）の駅となる[2]。
- 2003年（平成15年）
  - 5月29日：自動改札機を導入[新聞 1]。
  - 10月26日：ICカード「Suica」の利用が可能となる[報道 1]。
- 2015年（平成27年）5月30日：同日開業の仙石東北ラインのうち、東北本線内各駅停車タイプの快速（緑快速）の停車駅となる[報道 2]。
- 2016年（平成28年）3月26日：この日の改正までに、JR貨物による貨物の取扱い開始。
- 2017年（平成29年）1月22日：橋上駅舎および南北自由通路新築工事（後述）に伴い、仮駅舎での営業を開始[報道 3]。
- 2018年（平成30年）11月18日：新駅舎と南北自由通路の供用を開始[報道 4]。
- 2020年（令和2年）12月1日：管理駅業務を仙台駅へ移管[5]。岩切駅長を廃止[5]。
- 2021年（令和3年）9月1日：業務委託化[6]。
- 2024年（令和6年）10月1日：えきねっとQチケのサービスを開始[1][報道 5]。

## 駅構造
島式ホーム2面4線を持つ地上駅で、橋上駅舎を有し、改札階と各ホームは階段とエレベーターで連絡している。かつては地上駅舎であり、各ホームは地下通路で連絡していた。また、上下本線それぞれに対する待避線（ホーム無し）を各1線有しており、列車の追い越しが可能であるとともに、1番線の外側にもホームのない側線1線を有する。
JR東日本東北総合サービスが駅業務を受託している仙台駅管理の業務委託駅である。ただし、インターホンが設置されており、一部の時間帯は遠隔対応のため係員は不在となる。以前は管理駅で、駅長・助役が配置され、東北本線の東仙台駅 - 塩釜駅間の各駅および新利府駅・利府駅を管理していた。その後は仙台駅管理の直営駅（在勤助役配置）であったが、業務委託化している。みどりの窓口、自動券売機、多機能券売機、自動改札機（Suica、えきねっとQチケ対応）、多目的トイレが設置されている。
仙台レールセンターが隣接しており、レール輸送車の授受のため入れ換えがある。
JRの特定都区市内制度における「仙台市内」の駅であり、東北本線においては最も北になる。

### のりば

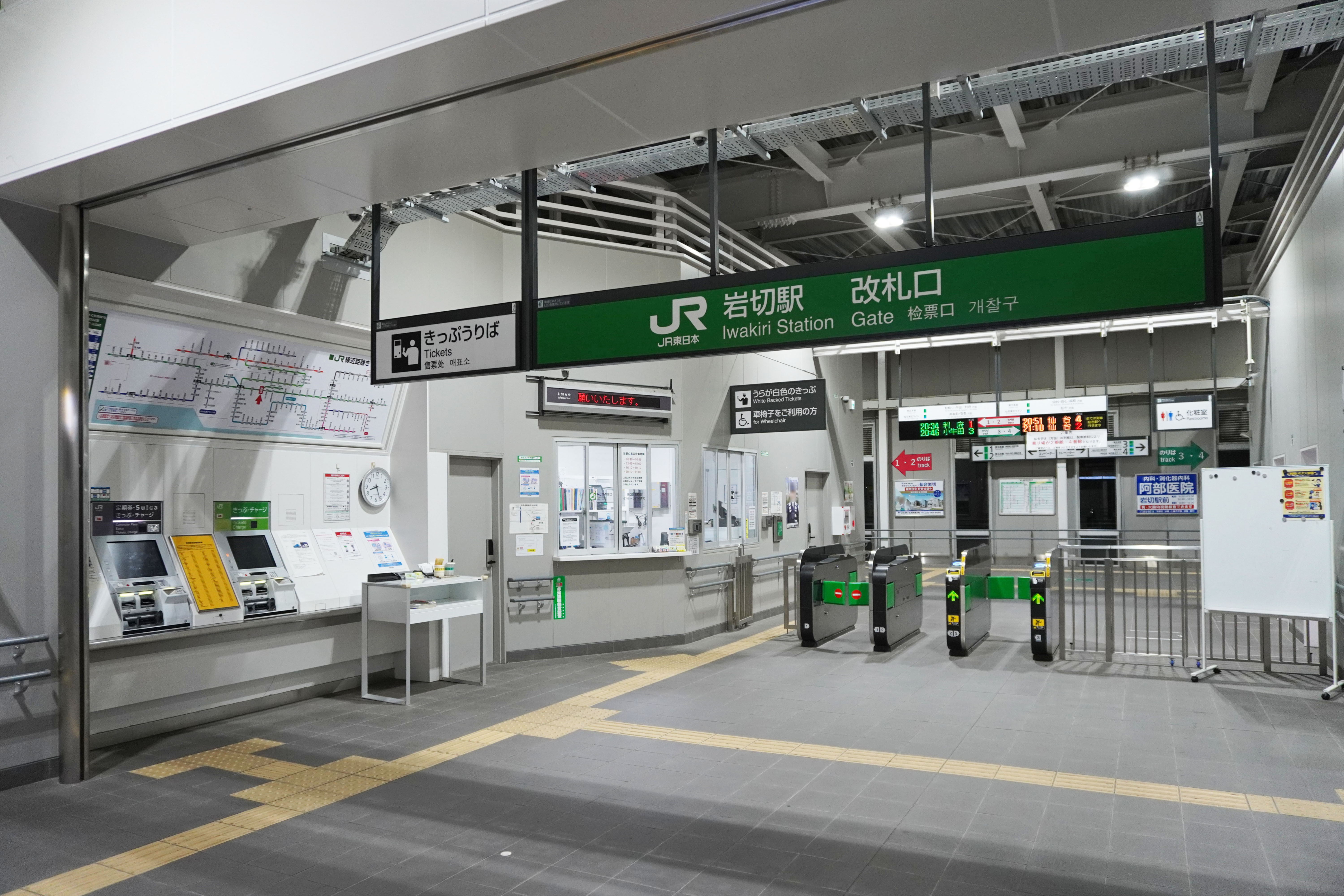
改札口（2023年5月）
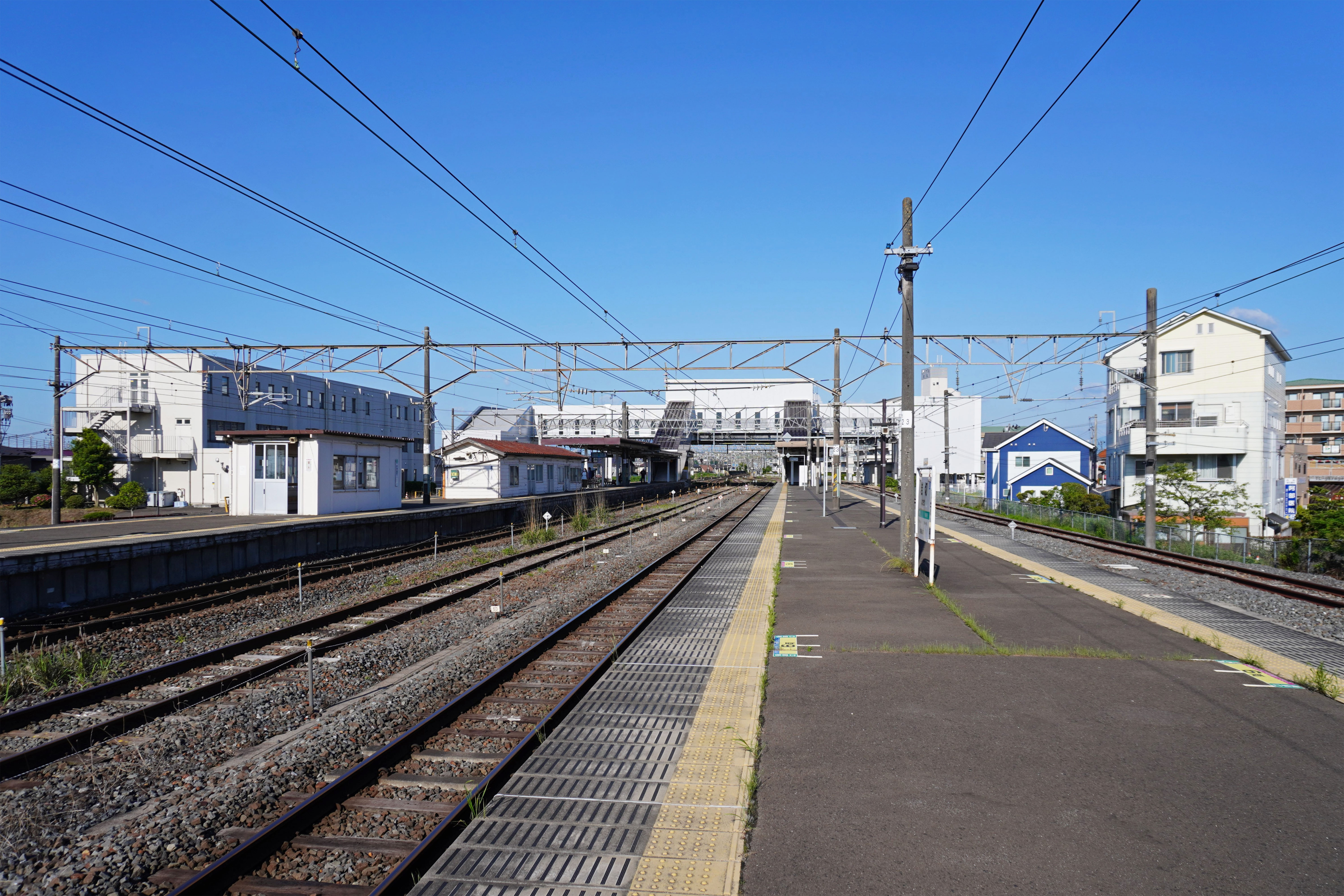
ホーム（2023年6月）

| 番線 | 路線            | 方向 | 行先                 | 備考     |
| ---- | --------------- | ---- | -------------------- | -------- |
| 1    | ■東北本線       | 下り | 新利府・利府方面     | 利府線   |
| 2    | ■東北本線       | 上り | 仙台・白石・福島方面 | 利府始発 |
| 3    | ■東北本線       | 下り | 松島・小牛田方面     |          |
| 3    | ■仙石東北ライン | 下り | 高城町・石巻方面     |          |
| 4    | ■東北本線       | 上り | 仙台・白石・福島方面 |          |
| 4    | ■仙石東北ライン | 上り | 仙台方面             |          |

- 改札口（2023年5月）
- ホーム（2023年6月）

### 橋上駅舎と自由通路の整備

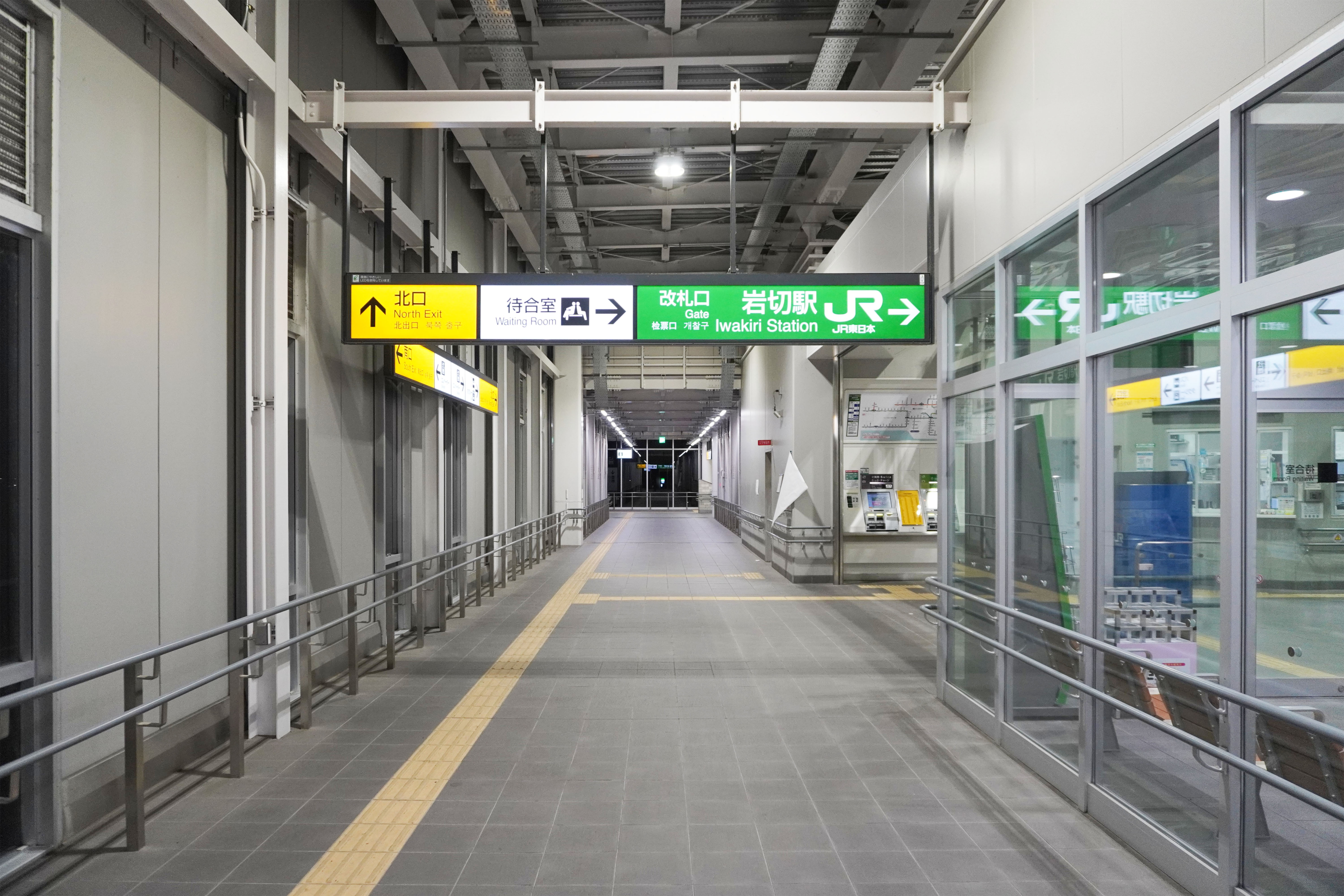
自由通路（2023年5月）

2016年（平成28年）から2018年（平成30年）にかけて、仙台市とJR東日本仙台支社の協定により、駅舎の橋上化や南口の新設、ならびに南北自由通路の整備が行われた。
橋上駅舎化、自由通路整備、仮駅舎新設、ホーム改修などの総事業費は21億9400万円余りとなっており、そのうちの21億500万円余りを仙台市が、8900万円をJR東日本が負担する。
現駅舎の供用は2018年（平成30年）11月18日より開始された。旧駅舎の解体を含め、工期は2019年（平成31年）3月までだった。

## 貨物取扱
2016年（平成28年）ごろからJR貨物の車扱貨物取扱駅として扱われている。不定期列車ではあるが、相模貨物駅からレール輸送の高速貨物列車が運行される（返空列車は梶ヶ谷貨物ターミナル駅行き）。

## 利用状況
JR東日本によると、2023年度（令和5年度）の1日平均乗車人員は4,348人である。
2000年度（平成12年度）以降の推移は以下のとおりである。
| 1日平均乗車人員推移 | 1日平均乗車人員推移 | 1日平均乗車人員推移 | 1日平均乗車人員推移 | 1日平均乗車人員推移 |
| 年度                | 定期外              | 定期                | 合計                | 出典                |
| ------------------- | ------------------- | ------------------- | ------------------- | ------------------- |
| 2000年（平成12年）  |                     |                     | 3,253               | [ 利用客数 2 ]      |
| 2001年（平成13年）  |                     |                     | 3,214               | [ 利用客数 3 ]      |
| 2002年（平成14年）  |                     |                     | 3,277               | [ 利用客数 4 ]      |
| 2003年（平成15年）  |                     |                     | 3,361               | [ 利用客数 5 ]      |
| 2004年（平成16年）  |                     |                     | 3,446               | [ 利用客数 6 ]      |
| 2005年（平成17年）  |                     |                     | 3,602               | [ 利用客数 7 ]      |
| 2006年（平成18年）  |                     |                     | 3,811               | [ 利用客数 8 ]      |
| 2007年（平成19年）  |                     |                     | 4,035               | [ 利用客数 9 ]      |
| 2008年（平成20年）  |                     |                     | 4,094               | [ 利用客数 10 ]     |
| 2009年（平成21年）  |                     |                     | 4,119               | [ 利用客数 11 ]     |
| 2010年（平成22年）  |                     |                     | 3,984               | [ 利用客数 12 ]     |
| 2011年（平成23年）  |                     |                     | 4,059               | [ 利用客数 13 ]     |
| 2012年（平成24年）  | 1,352               | 2,908               | 4,260               | [ 利用客数 14 ]     |
| 2013年（平成25年）  | 1,401               | 3,035               | 4,436               | [ 利用客数 15 ]     |
| 2014年（平成26年）  | 1,397               | 3,048               | 4,445               | [ 利用客数 16 ]     |
| 2015年（平成27年）  | 1,428               | 3,104               | 4,532               | [ 利用客数 17 ]     |
| 2016年（平成28年）  | 1,401               | 3,162               | 4,563               | [ 利用客数 18 ]     |
| 2017年（平成29年）  | 1,413               | 3,174               | 4,588               | [ 利用客数 19 ]     |
| 2018年（平成30年）  | 1,398               | 3,211               | 4,610               | [ 利用客数 20 ]     |
| 2019年（令和元年）  | 1,324               | 3,242               | 4,567               | [ 利用客数 21 ]     |
| 2020年（令和2年）   | 831                 | 2,800               | 3,632               | [ 利用客数 22 ]     |
| 2021年（令和3年）   | 959                 | 2,789               | 3,748               | [ 利用客数 23 ]     |
| 2022年（令和4年）   | 1,154               | 2,870               | 4,024               | [ 利用客数 24 ]     |
| 2023年（令和5年）   | 1,290               | 3,058               | 4,348               | [ 利用客数 1 ]      |

一日平均乗車人員（単位：人/日）

## 駅周辺
駅開業時に岩切村だったことから岩切駅となったが、駅前周辺一角は駅住所から「洞ノ口（どうのくち）」と呼ばれていて、昔からの地主や医者などの高級住宅街がある。現在は、仙塩広域都市計画 仙台市岩切駅東土地区画整理事業、それに伴う宮城県道270号利府岩切停車場線が当駅正面に開通し沿線には大型スーパーや大型マンションの建設が進み、新興住宅街を形成している。駅利用者も開通時期を境に増加傾向にある。
- 仙台市役所岩切行政サービスセンター
- 岩切市民センター
- 洞ノ口公民館
- 仙台東警察署岩切洞ノ口駐在所
- 仙台市立岩切中学校
- 岩切東光第二幼稚園
- 岩切保育所
- 仙台岩切郵便局
- 七十七銀行岩切支店
- 杜の都信用金庫岩切支店
- 宮城県道8号仙台松島線
- 宮城県道35号泉塩釜線
- 宮城県道141号今市福田線
- 宮城県道142号岩切停車場線
- 宮城県道270号利府岩切停車場線

## バス路線
路線バス
- 仙台市営バス
  - K210・K211：交通局大学病院前
  - 210：市営バス東仙台営業所前 ※夜間のみ
  - 211：岩切分台二丁目 ※平日午後2本のみ
- 宮城交通
  - 鶴が丘ニュータウン線：泉中央駅 ※平日朝1本のみ

コミュニティバス
- 利府町民バス
  - 西部路線：文化交流センター
- 多賀城西部線：多賀城駅前・ヨークベニマル塩釜店前

## 隣の駅
東日本旅客鉄道（JR東日本）
■東北本線・■■仙石東北ライン
■特別快速・■快速（赤快速）
通過
■快速（緑快速）・■普通
東仙台駅 - （東仙台信号場） - 岩切駅 - 陸前山王駅
■東北本線（利府線）
岩切駅 - 新利府駅

### 記事本文

#### 報道発表資料
1. ↑  『2003年10月26日（日）仙台エリアSuica（スイカ）デビュー!』（PDF）（プレスリリース）東日本旅客鉄道、2003年8月21日。オリジナルの2020年5月26日時点におけるアーカイブ。2020年5月26日閲覧。
2. ↑  『2015年5月 ダイヤ改正について』（PDF）（プレスリリース）東日本旅客鉄道仙台支社、2015年2月26日。オリジナルの2020年4月12日時点におけるアーカイブ。2020年5月24日閲覧。
3. ↑  『東北本線岩切駅仮駅舎での営業について』（PDF）（プレスリリース）東日本旅客鉄道仙台支社、2016年12月22日。オリジナルの2020年5月24日時点におけるアーカイブ。2020年5月24日閲覧。
4. 1 2  『東北本線「岩切駅」が変わります』（PDF）（プレスリリース）東日本旅客鉄道仙台支社、2018年10月18日。オリジナルの2018年11月18日時点におけるアーカイブ。2020年5月24日閲覧。
5. ↑  『Suicaエリア外もチケットレスで! 東北エリアから「えきねっとQチケ」がはじまります』（PDF）（プレスリリース）東日本旅客鉄道、2024年7月11日。オリジナルの2024年7月11日時点におけるアーカイブ。2024年8月1日閲覧。

#### 新聞記事
1. ↑  「仙台圏 JR在来線 41駅 自動改札でスイスイ 8月完了」『河北新報』河北新報社、2003年6月6日、夕刊、1面。

### 利用状況
1. 1 2  “各駅の乗車人員（2023年度）”.   東日本旅客鉄道. 2024年7月22日閲覧。
2. ↑  “各駅の乗車人員（2000年度）”.   東日本旅客鉄道. 2019年2月7日閲覧。
3. ↑  “各駅の乗車人員（2001年度）”.   東日本旅客鉄道. 2019年2月7日閲覧。
4. ↑  “各駅の乗車人員（2002年度）”.   東日本旅客鉄道. 2019年2月7日閲覧。
5. ↑  “各駅の乗車人員（2003年度）”.   東日本旅客鉄道. 2019年2月7日閲覧。
6. ↑  “各駅の乗車人員（2004年度）”.   東日本旅客鉄道. 2019年2月7日閲覧。
7. ↑  “各駅の乗車人員（2005年度）”.   東日本旅客鉄道. 2019年2月7日閲覧。
8. ↑  “各駅の乗車人員（2006年度）”.   東日本旅客鉄道. 2019年2月7日閲覧。
9. ↑  “各駅の乗車人員（2007年度）”.   東日本旅客鉄道. 2019年2月7日閲覧。
10. ↑  “各駅の乗車人員（2008年度）”.   東日本旅客鉄道. 2019年2月7日閲覧。
11. ↑  “各駅の乗車人員（2009年度）”.   東日本旅客鉄道. 2019年2月7日閲覧。
12. ↑  “各駅の乗車人員（2010年度）”.   東日本旅客鉄道. 2019年2月7日閲覧。
13. ↑  “各駅の乗車人員（2011年度）”.   東日本旅客鉄道. 2019年2月7日閲覧。
14. ↑  “各駅の乗車人員（2012年度）”.   東日本旅客鉄道. 2019年2月7日閲覧。
15. ↑  “各駅の乗車人員（2013年度）”.   東日本旅客鉄道. 2019年2月7日閲覧。
16. ↑  “各駅の乗車人員（2014年度）”.   東日本旅客鉄道. 2019年2月7日閲覧。
17. ↑  “各駅の乗車人員（2015年度）”.   東日本旅客鉄道. 2019年2月7日閲覧。
18. ↑  “各駅の乗車人員（2016年度）”.   東日本旅客鉄道. 2024年9月26日閲覧。
19. ↑  “各駅の乗車人員（2017年度）”.   東日本旅客鉄道. 2019年2月7日閲覧。
20. ↑  “各駅の乗車人員（2018年度）”.   東日本旅客鉄道. 2019年7月11日閲覧。
21. ↑  “各駅の乗車人員（2019年度）”.   東日本旅客鉄道. 2020年7月11日閲覧。
22. ↑  “各駅の乗車人員（2020年度）”.   東日本旅客鉄道. 2021年7月23日閲覧。
23. ↑  “各駅の乗車人員（2021年度）”.   東日本旅客鉄道. 2022年8月6日閲覧。
24. ↑  “各駅の乗車人員（2022年度）”.   東日本旅客鉄道. 2023年7月13日閲覧。